# Vincenzo Zito
Vincenzo Zito (Capua, 1620 ? – Capua, 1660 ?) è stato un poeta italiano legato alla scuola marinista.
Dovette nascere tra il secondo e il terzo decennio del secolo, se il suo dotto concittadino Lorenzo Stellato, nell’introdurne al lettore gli Scherzi lirici, usciti a Napoli nel 1638, affermava: “La maraviglia è che l’Autore non ha ancor trascorsi gli anni dell’adolescenza”. Gli Zito (o Cito) erano famiglia di antica nobiltà. Vincenzo aveva inoltre vincoli di parentela con l’aristocratico capuano Carlo delle Vigne, ultimo discendente del dantesco Pier delle Vigne. Morì certamente prima del 1669, quando il figlio Mario ne diede alle stampe una raccolta postuma.
Vincenzo Zito fu affiliato alla prestigiosa Accademia degli Oziosi di Napoli.

## Opere
La fama poetica dello Zito è per noi esclusivamente legata alla sua opera d’esordio, gli Scherzi lirici (Napoli, Ottavio Beltrano, 1638), dedicati a Ferdinando II granduca di Toscana. Il libro si apre con una serie di elogi in italiano e in latino rivolti al giovane autore da uomini di lettere affermati. Dopo l'avallo critico, l’opera segue la consueta struttura a sezioni tematiche dei canzonieri barocchi; troviamo quindi una sezione a tema amoroso, “Sospiri famosi”; una sezione di argomento mitologico “Pensieri capricciosi”; “Encomi eroici”, incentrata su illustri figure capuane; “Lagrime funebri”, con componimenti in morte; “Affetti divoti”, su soggetti religiosi e morali. Chiude il volume un gruppo di sonetti in lode dell’autore composti da vari letterati.
Nell’introduzione agli Scherzi lirici viene annunciata la prossima pubblicazione di altre opere dello Zito, le quali tuttavia non saranno mai stampate, forse per la precoce scomparsa dell’autore: la seconda parte di un Campidoglio, il poema epico Pandulfo, la favola boschereccia Dorinda, alcune Egloghe marittime, dei Trastulli poetici, i poemetti burleschi Pegaso spennacchiato e Lo dio degli orti accademico, nonché alcune “prose elegantissime”.

## Un testo esemplificativo
Non visto obbietto or col pensier vagheggio:
ardo, né pur conosco, egro e languente,
l’alta cagion de la mia fiamma ardente;
per ignoto sembiante erro e vaneggio,
di mirar sue bellezze indarno i’ chieggio,
ma l’imagine impressa entro la mente
mi rassembra un bel nume, un sol lucente,
d’onestà, di virtute altero seggio.
Misero, ahi, sol cagiona un tal desio
strano amar, strani effetti e strano ardore,
e per finta beltà me stesso oblio.

Potenza insuperabile d’Amore!
Amo chi nulla sa de l’amor mio,
idolo non veduto ho ’mpresso al core.
(Vincenzo Zito, Amante di bellezza non veduta)